# Велярный абруптивный согласный
Велярный абруптивный согласный — согласный звук, встречающийся в некоторых языках. МФА передаёт этот звук символом kʼ, что эквивалентно k_> в X-SAMPA.

## Примеры
| Язык                          | Язык                          | Слово    | МФА          | Значение   | Примечания |
| ----------------------------- | ----------------------------- | -------- | ------------ | ---------- | ---------- |
| Абхазский                     | Абхазский                     | акы      | [aˈkʼə]      | 'один'     |            |
| Аварский                      |                               | кӀалъазе | [kʼaɬaze]    | 'говорить' |            |
| Армянский, Ереванский диалект | Армянский, Ереванский диалект | կեղծ     | [kʼɛʁt͡sʼ]    | 'ложный'   |            |
| Арчинский                     | Арчинский                     | кIан     | [kʼan]       | 'низ'      |            |
| Годоберинский                 |                               | сисикӀ'ã | [sʲisʲik’ʲã] | 'бабочка'  |            |
| Осетинский                    | Осетинский                    | къаба    | [ˈkʼaba]     | 'платье'   |            |
| Хауса                         | Хауса                         | ƙoƙari   | [kʼòːkʼɐ̄ɾī]  | 'усилие'   |            |